# Joep Hahn
J.H. (Joep) Hahn (Amstenrade, 25 maart 1944) is een Nederlands politicus van de VVD.
Hij is afgestudeerd in de rechten en werkte als ambtenaar bij de gemeente Heerlen en het Openbaar Lichaam Zuidelijke IJsselmeerpolders voordat Almere en Zeewolde in 1984 een gemeente werden. In oktober 1985 werd hij de burgemeester van de gemeente Meerlo-Wanssum. In maart 2009 wilde hij met pensioen gaan maar omdat Meerlo-Wanssum op 1 januari 2010 voor een deel zou opgaan in de nieuwe gemeente Horst aan de Maas terwijl de rest bij Venray zou worden gevoegd, bleef hij op verzoek de laatste tien maanden aan als waarnemend burgemeester. Daarmee was hij toen de burgemeester die het langst in dezelfde gemeente zat.